# Zixx
Zixx (Título completo: 1ª temporada: Zixx Level Um; 2ª Temporada: Zixx Level Dois; 3ª Temporada: Zixx Level Três) é um seriado de TV estadunidense-canadense sendo transmitido originalmente pela Cartoon Network e YTV. A série foi desenvolvida pela Savi Media, The Nightingale Company, YTV Original Productions e Cartoon Network Studios. A série foi criada por Jeff Hirschfield. A série estreou em 21 de janeiro de 2006 em Cartoon Network nos Estados Unidos.
O programa consiste de uma mistura de live action no "mundo real" intercalado com cenas geradas por computador situada dentro de um labirinto virtual. Em Zixx: Level Um, a Elliot Digital usou a engenharia de jogos para criar a animação, a primeira vez que isso foi feito para um programa de TV. O resultado é um estilo único de animação que parece com um jogo de vídeo game, mas é semelhante à Machinima.
Em Zixx: Level Dois, a produção teve que mudar para British Columbia quando a Thunderbird Films Inc. se juntou ao time. Mainframe Entertainment veio a bordo para fazer a animação e a IDT Entertainment, a companhia proprietária da Mainframe, assumiu a distribuição da série. Essa é a primeira vez que uma série da Mainframe combina live action com animação computadorizada. A equipe permaneceu para a terceira temporada.

## Enredo
Zixx é uma agente intergaláctica da Network (ou também chamado de Rede) que caiu acidentalmente na Terra com seu parceiro Flanngo. Por coincidência, a Terra também é o foco de atividade do Mal Onccalon e o Império Hargokk. Zixx não tem a intenção de deixá-lo vencer, sendo assim, ela e Flanngo precisam achar um meio de acessar a Network e certificar-se de que eles podem chegar ao próximo nível do Labirinto antes que os seguidores de Onccalon o façam.

### Level 1
Zixx e Flanngo precisam achar um caminho até o Labirinto, um campo de antimatéria trans-dimensional (uma dimensão cibernética semelhante a um jogo de video game), o último legado da antiga raça Gaanth, os líderes da NetWork. A diferença é que se você morrer no Labirinto você morrera de verdade, não poderá ressuscitar e perder vidas, como ocorre em jogos de vídeo game comuns. Zixx e Flanngo relutantemente aceitam ajuda de dois terráqueos: Adam e Griff, e os quatro precisam mover-se rapidamente e concluir o primeiro level do Labirinto e, para isso, precisarão recuperar os seis fragmentos de um cristal que estão espalhados por todo o Level Um do Labirinto. Quando os fragmentos do cristal são unidos e combinados com a base do cristal, ele mostra um mapa que leva a três neuropods (câmaras de testes de Gaanth) escondidos dentro do Level Um que, quando solucionados, mostram o caminho para o próximo level. Eles precisam fazer isso antes que Deeth, o servo de Onccalon que se encontra neste level, o faça.

### Level 2
Tendo passado de level no Labirinto, Zixx e Flanngo tiveram um upgrade nos equipamentos, mas perderam seus parceiros Adam e Griff. Ao encontrar a sua nova localização na Terra fora do Labirinto em uma quieta cidade rural chamada Glen River, eles se vêm formando uma nova equipe composta de seus novos amigos: Riley, Meghan e Dwayne. Zixx precisa se manter um passo à frente de seus inimigos. Ao contrário do nível anterior, no Level Dois, o Labirinto está sempre mudando de forma de maneira aleatória o que dificulta encontrar locais novamente, em seu interior. 
Zixx e seu novo time precisam achar a Chave para o Portão Dourado, o portão para o próximo nível, mas isso não é algo fácil já que o Portão Dourado também muda de posição pelo Labirinto do Level 2. Eles precisão ser rápidos e derrotar os vários novos agentes do Império Hargokk, assim como descobrir que Onccalon ainda está vivo e em regeneração.

### Level 3
Zixx fica emocionada quando ela e seu time entram no Level Três intactos, além de pouco tempo depois da entrada neste level Zixx encontrará seu melhor amigo com quem treinou junto na Academia: Tarphex. Os desafios deste Level vêm a ser maior que nos outros Levels anteriores, exigindo a resolução de quebra-cabeças para ganhar os upgrades e, algum lugar deste Level no Labirinto, Onncalon está crescendo mais forte e está prestes a ser ressuscitado. Apenas a mais poderosa arma de todos os tempos pode derrotar Onccalon  e por isso a corrida para se achar logo a Espada de Gaanth, que está em dividas em diversas partes separadas dos quais fazem parte: a bainha, a lâmina e 6 pedras Vortrianas, e unir de forma correta tais partes. Se eles falharem, o último remanescente dos Gaanth que reside dentro da Espada irá destruir todo o Universo antes que Onccalon possa dominá-lo. No fim, Onccalon é destruído por Zixx usando a Espada de Gaanth e ela, Flanngo e Tarphex voltam aos seus planetas de origem.

## Personagens

### Personagens Principais

#### Zixx Phunkee Zee
Uma inteligente e durona Agente Intergaláctica da Network vinda do planeta Halik-7 da Galáxia Aphex.  Ela é a última pessoa que você vai querer provocar; incrivelmente determinada, generosa, engenhosa e sem o menor senso de humor.  Ela é uma verdadeira heroína e fará tudo que estiver em seu poder para derrotar o Império Hargokk. Ela é o estereótipo da pessoa solitária, relutante em aceitar ajuda vinda de qualquer um.  Ela carrega a ferramenta multi-funcional da Network APUT, que foi substituído pelo Scanner de Prótons Gaantheano com o upgrade que recebeu no Level 2.

#### Flanngo
Parceiro da Zixx e mentor de várias eras, ele é um cínico, sarcástico e insensível detetive do mesmo planeto que Zixx. Enquanto Zixx é o cérebro da dupla, Flanngo é a força bruta; ele é rápido,  persistente e, como a Zixx, é alguém que você não vai querer provocar. Ele é mal-humorado e também é um lagarto. Ele não costuma usar seu inventário ou armas além do escudo, preferindo suas próprias habilidades corporais naturais. No Level 1, Flanngo não pode sair da mochila de Zixx, quando fora do Labirinto, porque ele não pode respirar o ar da Terra que é alergico para ele. Porém, no Level 2, Flanngo não pode sair do Labirinto até que ele foi acidentalmente jogado para fora do Labirinto sob a forma de um garoto adolescente em uma fantasia de dragão.

#### Onccalon
O líder do Império Hargokk. Anos antes ele foi destruído em uma batalha com a Network, mas ele sobreviveu. Ele está em algum lugar do Labirinto e está recuperando seu poder. Seus seguidores dedicam-se a ressuscitá-lo e estão ocupados com Zixx e seu time no Labirinto. No Level 2, é revelado que Onccalon está regenerando e é mais do que apenas uma gosma espacial. Ele está ficando mais forte a cada dia, assim como seus resíduos encontram um caminho até ele. Ele fala no Level 2 e no Level 3, sua mão foi mostrada em uma cápsula onde ele estava se regenerando. Além disso, ele pode sentir e se alimentar do medo. Se Onccalon for ressuscitado, o Universo estará acabado.

### Level 1

#### Adam Frake
Inteligente e intuitivo, 12 anos, Adam é filho único que nunca conheceu seu pai e vive com seu tio. Sua mãe é uma arqueologista que "desapareceu" sob misteriosas circunstância, que Adam acredita ser consequência de sequestro por alienígenas malvados. Apesar de ser impulsivo, teimoso e volúvel, ele é um detetive natural e mais do que capaz de cuidar de si mesmo dentro do Labirinto. Ele e Griff  estão ausentes durante a temporada 2, porém, Adam faz uma breve apariçãocomo uma bola luminosa de energia quando ele salva Zixx e seu time de Jayda e explica que ele e Griff caíram em um vórtice quando eles chegaram no Level 2.

#### Griffin "Griff" Chalanchuk
Ele é o estereótipo da pessoa "nerd" que gosta de ficção científica e jogos de computador, assim como Adam, tem 12 anos de idade e é o oposto de Adam em termos de personalidade, o que faz dele o estereótipo da personalidade do "melhor-amigo". Ele é um garoto inteligente e cauteloso, paciente e analítico, embora seja conhecido por ser tão teimoso quanto o Adam. Embora ele pareça ser mais tímido comparado à Zixx e Adam, ele mostra a verdadeira coragem e desenvoltura quando isto conta.

#### Deeth
Um dos aliens do mal, o líder do contingente Hargokk na Terra. Ele é aquele que persegue Lew, rouba o cristal de Adam e geralmente dificulta muito as coisas para Zixx e sua turma. Um dedicado servo Grande Lorde do Mal Onccalon, Deeth é furiosamente determinado a ver a ascensão de seu mestre novamente e a dominação do universo. Ele se disfarçou como um  zelador de escola quando está na Terra. Ele foi morto pelo monstro-chefe quando entrou na sala do "chefão" no Level 1.

#### Lew
Um homem sem lar com séria instabilidade mental. Ele parece saber mais do que deveria, coisas que tanto Zixx quanto Deeth querem saber. Ele está sempre fugindo de seu passado, mas se torna uma fonte frequente de ajuda e conselhos para Zixx e os outros.

#### Tio Murray
Tio de Adam, um homem bem intencionado que não sabe como criar crianças, está cuidando de Adam desde que a mãe deledesapareceu. Ele costuma ser trapalhão e egoísta, mas ele realmente se preocupa com Adam e que ele esteja com problemas a aceitar o "desaparecimento" de sua mãe.

#### Anna Frake
Mãe de Adam, Adam's mother, uma arqueóloga viva e dinâmica que desapareceu sem explicações. Adam acredita que ela foi abduzida por aliens, especialmente agora que Zixx e Deeth apareceram. Porém, é desconhecido o que realmente aconteceu a ela. Ela se comunicou duas vezes com Adam, mas apenas uma vez, tendo distraído o Último Guardião do Level Um e abriu caminho para Adam chegar à vitória.

#### Sarah
Uma alienígena mercenária empregada pelos Hargokks para se fazer de amiga de Griff para localizar o clube de Griff e Adam onde os fragmentos do cristal e armas do Labirinto estão localizadas. Mais tarde, ela afirma estar arrependida do que fez, mostrando o inventório de armas de Deeth. No entanto, ela estava tentando localizar o resto dos fragmentos do cristal mas o time estava desconfiado e Griff usou o relógio de Zixx para condensá-la, transformando Sarah numa porção de gosma. Se Zixx fizer contato com a Network, Sarah será detida por seus crimes.

### Level 2

#### Riley
Um récem-chegado à vizinhança, 16 anos de idade, Riley é rápido, carismático e corajoso.  Ele costuma ignorar detalhes cruciais além suspeitar de coisas a respeito de Zixx. Inato ao Labirinto, sua coordenação motora e sua habilidade intuitiva de conectar fatos faz dele inestimável para resolver problemas não-lineares. Criado por uma mãe solteira, Riley está envergonhado por seu pai, um devoto de um grupo esquisito que acredita que eles estão em contato com alienigenas. No Level 3, sua armadura é equipada com super-força.

#### Meghan
Prima de Riley, 12 anos de idade, uma garota sensata e incrivelmente inteligente além de espirituosa e perceptiva. Ela é calma e tem uma abordagem mais calculada para resolver problemas e uma brilhante estrategista. Embora suas piadas às vezes confunde Zixx, ela e Zixx têm um grande apreço uma pela outra. Ela tem um jeito diferente de entender Flanngo comparado com os garotos e até percebe algumas vezes o lado gentil que existe em sua carapaça mesquinha de Lagarto. No Level 3, sua armadura recebe um jetpack.

#### Dwayne
13 anos de idade, é o colega nerd de Meghan e um mago da tecnologia. Ele ignora todas as críticas e é bastante estúpido, mergulhando de cabeça em qualquer situação sem perceber o perigo real.  Enquanto  ele só parecer irritar (especialmente Riley e Flanngo), ele provou ser tão valioso quanto os outros. Perto do fim do Level 2, Dwayne se torna a Chave para sair deste level e sua armadura ficou dourada. No Level 3, ele ganha uma ferramenta multi-uso que permite a ele traduzir a linguagem de outros seres.

#### Jayda
Disfarçada como uma garota fria e sarcástica de 18 anos de idade, ela é a mais difícil oponente que Zixx já encarou. Brilhante, manipuladora e engenhosa, Jayda não tem o menor escrúpulo. Se igualando em inteligência e armas com Zixx e seu time, Jayda prova que é a mais formidável adversária que Zixx já encarou.  Elaficou presa no centro do Level 2 depois que ela destruíu Sirenelle durante o teste final e se tornou a guardião do Level 2.

#### Earl
Fã de heavy metal com mau gosto para carros, Earl trabalha para o inimigo (enquanto tentar reviver sua adolescência). É um completo idiota com péssimo temperamento, mas ainda é alguémem quem Zixx e companhia precisam ficar de olho. Ele também temum animal de estimação monstro chamado Dickenson, que se disfarça em cachorro(de uma raça de pequeno porte) na Terra. Markko congela ambos no Labirinto para tentar ganhar a confiança de Riley. Faz sua última aparição no Xadrez Boegariano junto com Dickenson mas é jogado fora do tabuleiro e Dickenson foi congelado e destruído.

#### Markko
Um metamorfo que trabalha para o Império Hargokk. Ele era um amigo de Riley, mas quando eles se encontram no Labirinto Markko mostra sua habilidade de metamorfo e tenta enfraquecer o time. Markko acaba sendo achatado pelos poderes psíquicos de Jayda devido aos seus fracassos. Ele aparece no Xadrez Boegariano como Zixx mas foi banido ao esquecimento.

#### Freeda
Uma alienígena pequena considerada "bonitinha" por Meghan (e com cria uma amizade) que acaba por levá-la para fora do Labirinto. Freeda congela as pessoas ao tocá-las e aprende, aos poucos, as características dos seres em que tocou, o que permitirá desenvolver a linguagem e aprender a cultura local em que se encontra, além de se multiplicar. Devido a esta habilidade, tratá muitos problemas ao grupo, mas a Freeda original, ao perceber que traz problemas para sua amiga Megham, se arrepende do que fez, entende as consequências de seus atos e ajuda o grupo a descongelar as pessoas em quem tocou.

#### Mr. Brown
É o bibliotecário local, é idoso, muito sábio e dá algumas pistas à Zixx e seu grupo. Ele já foi o maior aventureiro que o mundo já viu: O Arqueólogo. Ele promete a Zixx que iria localizar o Livro dos Gaanth.

#### Narnapharn
Um alienígena que encontra Zixx usando um dispositivo comunicador localizando a alta atividade no Labirinto na Terra. Ele chega em uma "Nave em forma de bolha para uma pessoa" e, aparentemente, vivia em uma liceira perto do portal para o Labirinto até Zixx passar ali. Ele é o típico fã, trocando cards de seu aventureiro do Labirinto. Infelizmente, ele gosta de prender seus heróis dentro do Labirinto, selando o Portal com seu dispositivo para que possa vê-los para sempre em ação.  Jayda quer destruir ele depois que ele a prender por muito tempo fazendo várias coisas cruéis a ele por vingança. Ele foi, inicialmente, preso em um card, mas foi solto mais tarde. Zixx, recentemente, mandou-o para uma clínica alienígena de reabilitação para se curar de seu fanatismo e protegê-lo de Jayda.

#### Sirenella
Uma entidade que aparece como um tremeluzente espírito ou um aparição que possui Meghan e corpos de outras pessoas. Não se sabe a quem é submissa. Ela é a guardiã do Level Two. Durante batalhas ela age exatamente como um supercomputador porque ela é a manifestação física Deep Crimson, um programa supostamente invencível criado para jogar Xadrez Boegariano contra oponentes vivos (inspirado em um supercomputador real de xadrez). No entanto, ela não pode competir com o caos e foi derrubada para fora do tabuleiro por Jayda que, à contragosto, toma seu lugar como guardiã do Portão Dourado. Quando ela caiu no vazio, Sirenella gritou que finalmente estava livre.

### Level 3

#### Riley
Ver descrição no Level 2.

#### Meghan
Ver descrição no Level 2.

#### Dwayne
Ver descrição no Level 2.

#### Dewey
Pai de Dwayne e proprietário de uma loja de eletrônicos. Ele é muito alegre e espera ganhar o campeonato de robótica. Tem muito conhecimento de tecnologia e mostra muito interesse no intelecto de Zixx.

#### Magda e Thar
Seguidores de Onccalon no Level 3. Conhecidos como Magdathars também. São irmãos gêmeos. Magda tem a aparência de uma garota asiática, tem a habilidade de bloquear o funcionamento das armaduras no Labirinto e aparelhos eletrônicos (fora do Labirinto). A aparência de Thar não é conhecida, ele pode possuir qualquer pessoa dentro e fora do Labirinto, controlando a pessoa completamente, que não se lembrará de nada. Originalmente, Magdathars não podem saltar (invadir corpos e/ou sair deles, além de "saltar" para o Labirinto) se cercados completamente(quando o rodeiam dando as mãos). Porém, com a proximidade a Onccalon, eles sofreram mutação, podendo agora saltar quando quiserem. Eles deixam um rastro de lodo por onde passam que é intangível e invisível que só pode ser detectado pelo Ocuscope (o relógio) de Zixx. Sua fraqueza é a água, quando molhados se tornam montes de gosma.

#### Lance Champion
Um membro de uma raça de seres que dizem ter um elixir que dá, instantaneamente, coragem. Lance é um palestrante na Terra, que foi muito criticado como um malogro pela equipe de Zixx, embora Flanngo discorde. Porém, é descoberto que não há elixir algum, apenas uma mentira para manter seu cofre cheio. No Labirinto, tem a aparência de um pequeno morcego (assim como os morcegos que Zixx várias vezes enfrentou no Labirinto).

#### Tarphex Suki-Tee
Melhor amigo de Zixx (e um dos mais antigos). Ele conseguiu encontrar uma "porta clandestina" para o Level 3 depois de saber do desaparecimento de Zixx. Ele discorda com Zixx sobre a aliança com os humanos, mas logo começa a confiar neles. Ele tem um dispositivo que pode alterar a memória. Mais tarde, descobre que ele se aliou à Onccalon (provavelmente de maneira forçada).

#### Amy
Filha da melhor amiga da mãe de Meghan e é extremamente irritante. É obcecada com shopping e é completamente desastrada, destruindo tudo à sua volta. Ela "acidentalmente" quebrou o comunicador com Network de Tarphex deixando quase sem conserto (Dwayne o conserta), e suas atitudes faz a equipe se perguntar se ela é uma aliada de Onccalon. A Pedra Vortriana que ilumina coisas escondidas, além dos desejos secretos, revelou que Amy deseja se tornar a namorada de Riley. Ela acidentalmente entra no Labirinto, embora, Tarphex, depois, apaga a memória dela.

#### Merle
Irmão gêmeo de Earl, é um vendedor de celulares no Shopping Glen River. Embora, ele não trabalhe para Onccalon, ele captura Zixx, Tarphex e Riley, prendendo-os em sua van, usando tecnologia interdimensional em uma tentativa de enviá-los a um buraco negro. Mas eles retornam à sua dimensão normal (de volta à Terra) e Dwayne, ao mesmo tempo, pega a chave da van. Os garotos o incapacitam e alteram a memória dele, de modo que ele pegue o carro e vá direto para um instituto que é contra o barulho.

## Episódios[nota 1]

### Level Um
1. Phunkee Zee
2. In For a Penny
3. Prized
4. Plant Life
5. The Key Ring
6. Anna
7. Symbiosis
8. Stuck on You
9. Four's A Crowd
10. Losing Griff
11. Larry
12. Revenge is Sweet
13. Boss Monster

### Level Dois
1. Welcome to the Funhouse
2. Dwayne's World
3. Trust No One
4. Now You See Him
5. Pet Project
6. Talk Like An Egyptian
7. Nerds of a Feather
8. Spin Cycle
9. Beware the Man Eating Chicken
10. The Rod of Lethor
11. The Key'
12. Deal with the Devil
13. Guardian of the Golden Gate

### Level Três
1. Onccalon's On Switch
2. No Man is an Island
3. The Only Thing to Fear
4. Old Friends
5. Who's That Girl
6. Riley's Bad Date
7. My Name Isn't Earl
8. When Good Robots Go Bad
9. Gifted Horse
10. While the Iron is Hot
11. The "I" in Team
12. Then There Were Five
13. The Fate of the Universe

## Elenco
- Barbara Mamabolo - Zixx
- Jeffrey Hirschfield - Voz de Flanngo, Flanngo como humano
- T. Roy Kozuki - Tarphex
- Ephraim Ellis - Riley
- Brenna O'Brien - Meghan
- Reece Thompson - Dwayne
- Alex Hood - Griff
- Jamie Johnston - Adam
- Earl Pastko - Deeth